# Hälsokuren
Hälsokuren (engelska: Them Thar Hills) är en amerikansk komedifilm med Helan och Halvan från 1934 regisserad av Charley Rogers.

## Handling
Helan har brutit benet, och för att bota det onda får han tips av sin läkare att åka upp till bergen eftersom han behöver ta det lugnt och få lite frisk luft. Helan tar med sig Halvan upp till bergen med en campingvagn, och under tiden dumpar ett gäng hembrännare all sin sprit i en brunn där man hämtar vatten ifrån.
Helan och Halvan stannar med sin vagn utanför brunnen för att äta mat, och när de behöver vatten går Stan till brunnen för att hämta. De tycker att vattnet smakar lite konstigt, men tror att det säkert är nyttigt källvatten.
Samtidigt har paret Hall har fått bensinstopp i sin bil och frågar Helan och Halvan om de kan få lite bensin. De får, och medan mr. Hall hämtar bensin stannar en utsvulten mrs. Hall hos Helan och Halvan för att få dricka lite "vatten".
När mr. Hall kommer tillbaka är Helan, Halvan och mrs. Hall berusade. Då bestämmer sig mr. Hall för att hämnas på Helan och Halvan. De börjar bråka och det slutar med att mr. Hall ser till att Ollie får eld i baken som slänger i brunnen med "vatten" i tron om att elden ska släckas.

## Om filmen
När filmen hade Sverigepremiär gick den under titeln Hälsokuren. Alternativa titlar till filmen är Helan och Halvan campar och De glada kumpanerna.
1935 kom en uppföljare till filmen; Öga för öga.

## Rollista (i urval)
- Stan Laurel – Stan (Halvan)
- Oliver Hardy – Ollie (Helan)
- Mae Busch – mrs. Hall
- Charlie Hall – mr. Hall
- Billy Gilbert – läkaren
- Ed Brandenburg – hembrännare
- Bobby Dunn – hembrännare
- Sam Lufkin – hembrännare
- Bobby Burns – polis
- Baldwin Cooke – polis
- Eddie Baker – polis[1]